# Cliches Tour
Clichés es la actual gira musical del dúo mexicano Jesse & Joy, la gira es en promoción de su quinto y sexto álbum de estudio, Aire y Clichés. Inició el 4 de marzo de 2022 en San Juan, Puerto Rico.

## Antecedentes
El 30 de noviembre de 2021, el dúo anunció mediante sus redes sociales la primera etapa del tour nombrado "clichés" en Puerto Rico y Estados Unidos. Se confirmó también a los artistas little jesus y chule como invitados especiales en ciertos conciertos. El 26 de enero de 2022 confirmaron la primera fecha para México.

## Lista de canciones
1. Imagina
2. Dueles
3. Ya no quiero
4. Chocolate
5. Respirar
6. La de la mala suerte
7. Clichés
8. Mi sol
9. Me quiero enamorar
10. Adiós
11. Un besito más
12. Llegaste tú
13. Me soltaste
14. El malo
15. ¿Con quién se queda el perro?
16. Love (es nuestro idioma)
17. Llorar
18. Te esperé
19. Tanto
20. 3 AM
21. Espacio sideral
22. Ecos de amor
23. Corre

## Fechas
| Fecha                    | Ciudad                     | País           | Recinto                               | Observaciones                    |
| ------------------------ | -------------------------- | -------------- | ------------------------------------- | -------------------------------- |
| América del Norte        |                            |                |                                       |                                  |
| 4 de marzo de 2022       | San Juan                   | Puerto Rico    | Coca-Cola Music Hall                  | -                                |
| 11 de marzo de 2022      | Miami                      | Estados Unidos | Fillmore Miami Beach                  | Apertura de Little Jesus y Chule |
| 12 de marzo de 2022      | Orlando                    | Estados Unidos | House of Blues                        | Apertura de Little Jesus y Chule |
| 13 de marzo de 2022      | Atlanta                    | Estados Unidos | Buckhead theatre                      | Apertura de Little Jesus y Chule |
| 15 de marzo de 2022      | Charlotte                  | Estados Unidos | The Fillmore Charlotte                | Apertura de Little Jesus y Chule |
| 16 de marzo de 2022      | Washington                 | Estados Unidos | Warner Theatre                        | Apertura de Little Jesus y Chule |
| 17 de marzo de 2022      | Filadelfia                 | Estados Unidos | Theatre of the Living Arts            | Apertura de Little Jesus y Chule |
| 19 de marzo de 2022      | Nueva York                 | Estados Unidos | Beacon Theatre                        | Apertura de Little Jesus y Chule |
| 20 de marzo de 2022      | Boston                     | Estados Unidos | Big Nite Live                         | Apertura de Little Jesus y Chule |
| 22 de marzo de 2022      | Detroit                    | Estados Unidos | Saint Andrews Hall                    | Apertura de Little Jesus y Chule |
| 23 de marzo de 2022      | Chicago                    | Estados Unidos | Copernicus Center                     | Apertura de Little Jesus y Chule |
| 25 de marzo de 2022      | Irving                     | Estados Unidos | The Pavillion at Toyota Music Factory | Apertura de Little Jesus y Chule |
| 26 de marzo de 2022      | Houston                    | Estados Unidos | Bayou Music Center                    | Apertura de Little Jesus y Chule |
| 27 de marzo de 2022      | McAllen                    | Estados Unidos | McAllen Performing Artes Center       | Apertura de Little Jesus y Chule |
| 29 de marzo de 2022      | San Antonio                | Estados Unidos | The Aztec Theater                     | Apertura de Little Jesus y Chule |
| 31 de marzo de 2022      | El Paso                    | Estados Unidos | The Fillmore Charlotte                | Apertura de Little Jesus y Chule |
| 1 de abril de 2022       | Tucson                     | Estados Unidos | Rialto Theatre                        | Apertura de Little Jesus y Chule |
| 2 de abril de 2022       | Las Vegas                  | Estados Unidos | House of Blues Las Vegas              | Apertura de Little Jesus y Chule |
| 5 de abril de 2022       | San Diego                  | Estados Unidos | Soma                                  | Apertura de Little Jesus y Chule |
| 6 de abril de 2022       | Los Ángeles                | Estados Unidos | The Wiltern                           | Apertura de Little Jesus y Chule |
| 8 de abril de 2022       | San Francisco              | Estados Unidos | The Regency Ballroom                  | Apertura de Little Jesus y Chule |
| 10 de abril de 2022      | Indio                      | Estados Unidos | Fantasy Springs Resort Casino         | -                                |
| 6 de mayo de 2022        | Ciudad de México           | México         | Auditorio Nacional                    | -                                |
| 7 de mayo de 2022        | Guadalajara                | México         | Auditorio Telmex                      | -                                |
| 21 de mayo de 2022       | Torreón                    | México         | Coliseo centenario                    | -                                |
| 28 de mayo de 2022       | Monterrey                  | México         | Arena Monterrey                       | -                                |
| 13 de julio de 2022      | Las Margaritas             | México         | Teatro del Pueblo                     | -                                |
| 18 de julio de 2022      | Durango                    | México         | La Velaria                            | -                                |
| 29 de julio de 2022      | Pachuca                    | México         | Auditorio Explanada Pachuca           | -                                |
| 26 de agosto de 2022     | Milwaukee                  | Estados Unidos |                                       | -                                |
| América Latina           |                            |                |                                       |                                  |
| 8 de septiembre de 2022  | Santiago                   | Chile          | Movistar Arena                        | -                                |
| 9 de septiembre de 2022  | Santiago                   | Chile          | Movistar Arena                        | -                                |
| 11 de septiembre de 2022 | Lima                       | Perú           | Anfiteatro Parque de la Exposición    | -                                |
| 14 de septiembre de 2022 | Bogotá                     | Colombia       | Movistar Arena                        | -                                |
| 3 de octubre de 2022     | Guadalajara                | México         | Fiestas de Octubre                    | -                                |
| 7 de octubre de 2022     | Tijuana                    | México         | El foro                               | -                                |
| 9 de octubre de 2022     | Mexicali                   | México         | Palenque Mexicali                     | -                                |
| 14 de octubre de 2022    | Mérida                     | México         | Auditorio la isla                     | -                                |
| 28 de octubre de 2022    | Colima                     | México         |                                       | -                                |
| 12 de noviembre de 2022  | Ciudad de México           | México         | Auditorio Nacional                    | -                                |
| 2 de diciembre de 2022   | Chihuahua                  | México         | Arena Corner Sports                   | -                                |
| 7 de diciembre de 2022   | Ciudad de México           | México         | LaSantaFiesta                         | -                                |
| 9 de diciembre de 2022   | Pachuca                    | México         |                                       | -                                |
| 10 de diciembre de 2022  | Acapulco                   | México         |                                       | -                                |
| 17 de diciembre de 2022  | Ciudad de México           | México         | Evento Teletón                        | -                                |
| 10 de febrero de 2023    | Monterrey                  | México         | Arena Monterrey                       | -                                |
| 14 de febrero de 2023    | Ciudad de México           | México         | Auditorio Nacional                    | -                                |
| 17 de febrero de 2023    | Puebla                     | México         | Auditorio Metropolitano               | -                                |
| 18 de marzo de 2023      | Caracas                    | Venezuela      | Terraza del C.C.C.T.                  | Cancelado                        |
| 26 de marzo de 2023      | Oaxaca                     | México         | Auditorio Guelaguetza                 | -                                |
| 7 de abril de 2023       | Acapulco                   | México         | Forum mundo imperial                  | -                                |
| 9 de abril de 2023       | San Cristóbal de Las Casas | México         | Teatro del pueblo                     | -                                |
| 16 de abril de 2023      | Tampico                    | México         | Teatro del pueblo                     | -                                |
| 4 de mayo de 2023        | Villahermosa               | México         | Parque Tabasco                        | -                                |
| 6 de mayo de 2023        | Guadalajara                | México         | Auditorio Telmex                      | -                                |
| 7 de mayo de 2023        | Morelia                    | México         | Festival Michoacán de Origen          | -                                |
| 12 de mayo de 2023       | Ciudad de México           | México         | Auditorio Nacional                    | -                                |
| 13 de mayo de 2023       | Saltillo                   | México         | Auditorio Parque las maravillas       | -                                |
| América del Norte        |                            |                |                                       |                                  |
| 15 de junio de 2023      | Nueva York                 | Estados Unidos | Palladium Times Square                | -                                |
| 16 de junio de 2023      | Boston                     | Estados Unidos | Big Night Live                        | -                                |
| 18 de junio de 2023      | Kennett Square             | Estados Unidos | Longwood Gardens                      | -                                |
| 18 de junio de 2023      | Kennett Square             | Estados Unidos | Longwood Gardens                      | -                                |
| 20 de junio de 2023      | Silver Spring              | Estados Unidos | The Fillmore Silver Spring            | -                                |
| 21 de junio de 2023      | Charlotte                  | Estados Unidos | The Fillmore Charlotte                | -                                |
| 23 de junio de 2023      | Toronto                    | Canadá         | Danforth Music Hall                   | -                                |
| 24 de junio de 2023      | Cleveland                  | Estados Unidos | House of blues                        | -                                |
| 25 de junio de 2023      | Highland Park              | Estados Unidos | Ravinia Festival                      | -                                |
| 11 de julio de 2023      | Denver                     | Estados Unidos | Paramount Theatre                     | -                                |
| 12 de julio de 2023      | Salt Lake City             | Estados Unidos | The Depot                             | -                                |
| 14 de julio de 2023      | Sacramento                 | Estados Unidos | Ace of Spades                         | -                                |
| 15 de julio de 2023      | Berkeley                   | Estados Unidos | The UC theatre                        | -                                |
| 18 de julio de 2023      | San Diego                  | Estados Unidos | Observatory North Park                | -                                |
| 19 de julio de 2023      | Riverside                  | Estados Unidos | Fox Performing Arts Center            | -                                |
| 21 de julio de 2023      | Los Ángeles                | Estados Unidos | The Wiltern                           | -                                |
| 22 de julio de 2023      | Rancho Mirage              | Estados Unidos | Agua Caliente                         | -                                |
| 23 de julio de 2023      | Las Vegas                  | Estados Unidos | House of Blues                        | -                                |
| 27 de julio de 2023      | Phoenix                    | Estados Unidos | The Van Buren                         | -                                |
| 28 de julio de 2023      | Tucson                     | Estados Unidos | The Linda Ronstadt Music Hall         | -                                |
| 29 de julio de 2023      | El Paso                    | Estados Unidos | Abraham Chavez Theatre                | -                                |
| 1 de agosto de 2023      | San Antonio                | Estados Unidos | The Aztec Theatre                     | -                                |
| 2 de agosto de 2023      | Austin                     | Estados Unidos | Emo's                                 | -                                |
| 2 de agosto de 2023      | Austin                     | Estados Unidos | Emo's                                 | -                                |
| 4 de agosto de 2023      | McAllen                    | Estados Unidos | McAllen Performing Arts Center        | -                                |
| 5 de agosto de 2023      | Houston                    | Estados Unidos | 713 Music Hall                        | -                                |
| 6 de agosto de 2023      | Irving                     | Estados Unidos | The Pavilion At Toyota Music Factory  | -                                |
| 8 de agosto de 2023      | Atlanta                    | Estados Unidos | Buckhead Theatre                      | -                                |
| 9 de agosto de 2023      | Lake Buena Vista           | Estados Unidos | House of Blues                        | -                                |
| 11 de agosto de 2023     | San Petersburgo            | Estados Unidos | Mahaffey Theater                      |                                  |
| 12 de agosto de 2023     | Fort Lauderdale            | Estados Unidos | Revolution                            | -                                |
| América Latina           |                            |                |                                       |                                  |
| 26 de agosto de 2023     | Los Mochis                 | México         | Centro de usos múltiple               | -                                |
| 2 de septiembre de 2023  | San José                   | Costa Rica     | Parque Viva                           | -                                |
| 14 de septiembre de 2023 | Guayaquil                  | Ecuador        | Arena Park Samborondón                | -                                |
| 15 de septiembre de 2023 | Quito                      | Ecuador        | Arena Top Media                       | -                                |
| 22 de septiembre de 2023 | Culiacán                   | México         | Teatro Griego                         | -                                |
| 23 de septiembre de 2023 | San Salvador               | El Salvador    | Be Sport                              | -                                |
| 29 de septiembre de 2023 | San Luis Potosí            | México         | El Domo                               | -                                |
| 30 de septiembre de 2023 | Querétaro                  | México         | Auditorio Josefa Ortiz                | -                                |
| 13 de octubre de 2023    | Ciudad de México           | México         | Auditorio Nacional                    | -                                |
| 8 de noviembre de 2023   | Tlaxcala                   | México         | -                                     | -                                |
| 2 de diciembre de 2023   | Los Ángeles                | Estados Unidos | Dodger Stadium                        | Parte del festival Bésame mucho  |
| 14 de febrero de 2024    | Ciudad de México           | México         | Auditorio Nacional                    | Presentado como "tour 2024"      |
| 16 de febrero de 2024    | Puebla                     | México         | Auditorio Metropolitano               | Presentado como "tour 2024"      |
| 23 de febrero de 2024    | Monterrey                  | México         | Arena Monterrey                       | Presentado como "tour 2024"      |
| 24 de febrero de 2024    | Toluca                     | México         | Teatro Morelos                        | Presentado como "tour 2024"      |
| 1 de marzo de 2024       | Veracruz                   | México         | Auditorio "Benito Juárez"             | Presentado como "tour 2024"      |
| 16 de marzo de 2024      | Los Cabos                  | México         | Plaza Teniente José Antonio Mijares   | Presentado como "tour 2024"      |
| 27 de abril de 2024      | Ciudad de México           | México         | Auditorio Nacional                    | Presentado como "tour 2024"      |
| 4 de mayo de 2024        | Guatemala                  | Guatemala      | Forum Majadas                         | Presentado como "tour 2024"      |
| 16 de mayo de 2024       | Ciudad de México           | México         | Auditorio Nacional                    | Presentado como "tour 2024"      |
| 18 de mayo de 2024       | Morelia                    | México         | Palacio del arte                      | Presentado como "tour 2024"      |
| 14 de junio de 2024      | Guadalajara                | México         | Auditorio Telmex                      | Presentado como "tour 2024"      |
| 15 de junio de 2024      | Mérida                     | México         | Auditorio la isla                     | Presentado como "tour 2024"      |
| 9 de noviembre de 2024   | Caracas                    | Venezuela      | Terraza del C.C.C.T.                  | Presentado como "tour 2024"      |